# 1989 في الأوروغواي
فيما يلي قوائم الأحداث التي وقعت خلال عام 1989 في الأوروغواي.

## رياضة
- 1 يناير – الدوري الأوروغواياني لكرة القدم 1989 الفائز أتليتيكو بروغريسو [الإنجليزية]‏.

## مواليد

### يناير
- 6 يناير – رافاييل غارسيا كازانوفا لاعب كرة قدم أوروغواياني.[1]
- 25 يناير – مانويل فرنانديز لاعب كرة قدم أوروغواياني.

### فبراير
- 15 فبراير – غويلرمو دي لوس سانتوس لاعب كرة قدم أوروغواياني.
- 27 فبراير – فاكوندو موريرا لاعب كرة قدم أوروغواياني.[2]

### مارس
- 1 مارس – روبرت هيريرا لاعب كرة قدم أوروغواياني.[3]
- 7 مارس – دانيلو سواريز لاعب كرة قدم أوروغواياني.[4]
- 8 مارس – أغوستين بينيا لاعب كرة قدم أوروغواياني.[5]
- 14 مارس – أندريس أيالا لاعب كرة قدم أوروغواياني.[6]
- 21 مارس – مارسيلو سيلفا لاعب كرة قدم أوروغواياني.[7]
- 21 مارس – نيكولاس لوديرو لاعب كرة قدم أوروغواياني.[8]

### أبريل
- 4 أبريل – سباستيان سانشيز لاعب كرة قدم أوروغواياني.[9]
- 9 أبريل – غوستافو أييس لاعب كرة قدم أوروغواياني.[10]

### مايو
- 8 مايو – غونزالو بابا لاعب كرة قدم أوروغواياني.[11]
- 29 مايو – مارتين كامبانيا لاعب كرة قدم أوروغواياني.[12]

### يونيو
- 9 يونيو – باولو كاردوزو لاعب كرة قدم أوروغواياني.[13]
- 28 يونيو – خورخي لويس دياز غوتيريز لاعب كرة قدم إسباني.[14]

### يوليو
- 21 يوليو – رودريغو روخو لاعب كرة قدم أوروغواياني.[15]

### أغسطس
- 3 أغسطس – ألفارو إنريكه بينيا لاعب كرة قدم أوروغواياني.

### سبتمبر
- 4 سبتمبر – اليخاندرو سيلفا لاعب كرة قدم أوروغواياني.[16]
- 4 سبتمبر – دييغو مارتين رودريغيز لاعب كرة قدم أوروغواياني.[17]
- 8 سبتمبر – تاباري فيوديز لاعب كرة قدم أوروغواياني.[18]
- 15 سبتمبر – جيسون جرانجر لاعب كرة سلة أوروغواياني.
- 27 سبتمبر – برناردو لونغ لاعب كرة قدم أوروغواياني.[19]

### أكتوبر
- 3 أكتوبر – سانتياغو باربوزا لاعب كرة قدم أوروغواياني.[20]

### نوفمبر
- 12 نوفمبر – أرييل بيهار لاعب كرة مضرب أوروغواياني.
- 15 نوفمبر – سباستيان فرنانديز لاعب كرة قدم أوروغواياني.[21]

### ديسمبر
- 1 ديسمبر – غاستون مارتينيز لاعب كرة قدم أوروغواياني.[22]
- 23 ديسمبر – برايان أليمان لاعب كرة قدم أوروغواياني.[23]
- 25 ديسمبر – كريستيان ألميدا لاعب كرة قدم أوروغواياني.[24]

## وفيات

### يناير
- 17 يناير – ألفريدو زيتاروسا (مواليد 1936) موسيقي أوروغواياني.[25]
- 24 يناير – روبرتو فيغيروا (مواليد 1906) لاعب كرة قدم أوروغواياني.

### فبراير
- 1 فبراير – إدواردو فرانكو (مواليد 1945)

### ديسمبر
- 27 ديسمبر – رودني أريزميندي (مواليد 1913) سياسي أوروغواياني.[26]